# Stade du Sultan Hassanal Bolkiah
Le stade du Sultan Hassanal Bolkiah est un stade omnisports situé à Bandar Seri Begawan à Brunei. Sa capacité d'accueil est de 28 000 personnes. Le stade est nommé en l'honneur du Sultan Hassanal Bolkiah.
Il accueille les rencontres à domicile de l'équipe de Brunei de football ainsi que du club du DPMM Brunei.

## Histoire
Le Stadium Sultan Hassanal Bolkiah est un stade multi-sports construit à partir de 1980 et inauguré en 1983.

## Utilisations
Le stade accueille les rencontres à domicile de l'équipe de Brunei de football ainsi que les rencontres du club du DPMM Brunei qui est le club local.

## Événements
- Jeux d'Asie du Sud-Est de 1999
- Trophée Hassanal Bolkiah en 2002, 2005, 2007, 2012 et 2014